# Small World (Kroiの曲)
「Small World」（スモール・ワールド）は、日本のミクスチャーバンド・Kroiの8作目の配信限定シングル。2022年3月2日にIRORI Records（ポニーキャニオン）より発売。

## 概要
- 前作「shift command」より約1年振りのリリース。
- テレビ東京"ドラマ24"『しろめし修行僧』オープニングテーマ[3]
- 楽曲のテーマは「日々の生活を変えたいと強く思う人間の曲」[4][5]。
- 2022年3月1日、FM802『EVENING TAP』にて初オンエア[6]。
- 3月23日、Billboard Japan Heatseekers Songsにて、12位を獲得[7]。

## 制作
デモ音源は「Balmy Life」と同じタイミングで出された。内田は「『LENS』のリード曲になるくらい強い曲を作ろうとしていたことだけは確かなんです」と語っていたが、結局『LENS』でも、次作『nerd』でも採用されることは無かった。
益田はこの曲を「純粋にカッコいいですよね（中略）Kroiとしてはやってきていないアプローチがセクションごとに入っていて。新鮮な曲だなと思っていたんですよね。それでいて勢いもあるし、めっちゃいい曲だなって。怜央が去年出したデモの中で一番いい曲かもしれない」と絶賛しており『nerd』で採用されなかっ際にも一人でしょげていたという。
また、音像については、内田が好む「デカい感じの音像なのに小ぢんまりともしている」を採用したため、千葉がサビをよく聴こえるようにリバーブをかけたら、ミックスチェックのときにみんな消されてしまったという。しかし、千葉は自身が想定したものより音の広さを少ないと感じたものの「今はめちゃくちゃ気に入っている」と語った。
歌詞は内田曰く「野心が爆発しすぎて、恐ろしいくらい狂気的な考えに至ってしまうような……そんな野心を書きたかった」といい、同時に狂っているときの楽しさや美しさを、作品で表現したかったと振り返った。暗い部屋で沸々としている人、内田の思い描く「素敵な狂気人」然とする狂気的な生き方を表現している。

### ミュージック・ビデオ
ミュージック・ビデオは2022年3月2日に公開された。監督は前作に引き続き新保拓人が務めた。
| 担当                     | 名前                                                  |
| ------------------------ | ----------------------------------------------------- |
| Director                 | Takuto Shimpo                                         |
| Director of Photography  | Koretaka Kamiike                                      |
| 1st Assistant Camera     | Koichi Inoue                                          |
| 2nd Assistant Camera     | Hikaru Tsuchida                                       |
| Lighting Director        | Gen Kaido                                             |
| Lighting Operator        | Yamaguchi                                             |
| Lighting Assistant       | Maya Komori, Riki Saito, Ryuji Nakano, Haruka Itagaki |
| Production Designer      | Yuichi Ishida                                         |
| Art Assistant            | Run Yamada, Hiroyuki Tanizaki                         |
| "ANTrucking" Logo Design | Takuto Okamoto                                        |
| Hair & Make-Up           | Katsuki Chichii                                       |
| Stylist                  | Minoru Sugahara                                       |
| Special Thanks           | Eye's Press                                           |
| Car Coordinator          | Garu chan, Natsuo Minami                              |
| Colorist                 | Hajime Kato                                           |
| Production Staff         | IYO, Harumi Akada                                     |
| Producer                 | Kota Noguchi                                          |
| Production               | FIRSTORDER                                            |

## 収録内容
| 全作詞・作曲・編曲: Kroi。 |                 |      |            |      |
| #                          | タイトル        | 作詞 | 作曲・編曲 | 時間 |
| 1.                         | 「Small World」 | Kroi | Kroi       | 4:42 |
| 合計時間:                  | 合計時間:       | 4:42 |            |      |

## クレジット
- Music & Words - Kroi
- Recording Engineer - Ryoji Yanagida
- Assistant Engineer - Tee Yi Sheng
- Mix Engineer - Daiki Chiba（Kroi）
- Drum Technician - Genki Wada
- Guitar & Bass Technician - Akira Omachi

## プレイリスト選出
- YouTube Music
  - Antenna[注 1]
  - RELEASED
  - Groove City
- Apple Music
  - New Music Daily
  - Tokyo Highway
  - 最新ソング:J-POP
- Spotify
  - New Music Wednesday［Music+Talk Edition］
  - J-Rock Now
  - Tokyo Rising
  - Edge
  - RADAR: Early Noise
  - Spotify Japan 急上昇チャート（10位）
  - 週間プレイリスト
  - Tokyo Super Hits!
  - J-Pop 新幹線
- Amazon Music
  - New in Japan
  - FRESH J-POP
  - Tokyo Crossing
  - BRAEKTHROUGH JAPAN